# 中島敏雄
中島 敏雄（なかじま としお、1955年10月18日 - ）は、日本の医師（内科医）。
学位は博士（医学）。専門は消化器内科、ピロリ菌感染症認定医で、ピロリ菌に関する研究を行っている。

## 来歴
内視鏡の専門医としてクリニック全体で年間2000-3000件の検査をこなす消化器内科医である。
医者が選ぶ専門医Best Doctors in Japan2020-2021に選出されている。

## 経歴
- 兵庫県出身
- 慶應義塾大学医学部卒業
- 京都大学医学部附属病院、日本赤十字和歌山医療センター勤務を経て、中島クリニック（兵庫県西宮市）院長。

## 資格
- 京都大学医学博士
- 日本内科学会認定医
- 日本消化器内視鏡学会認定専門医
- 日本消化器病学会認定消化器専門医
- Certificate in Travel Health（国際渡航医学会ISTM認定医)
- 兵庫県難病指定医 (潰瘍性大腸炎、クローン病等)
- 兵庫県肝炎治療登録医 (B型肝炎、C型肝炎)
- TOEIC 920点

## 所属学会
- 日本内科学会
- 日本消化器病学会
- 日本肝臓病学会
- 日本消化器内視鏡学会

## 賞歴
- Best Doctors in Japan（TM)受賞
- 米国ベストドクターズ社（Best Doctors, Inc.：本社・ボストン）からBest Doctors in Japan(TM) に選出されている。

## メディア出演
- 産経新聞夕刊「教えてドクター」2016年11月8日
- 夕刊フジ「この人あり」 2016年2月17日
- 神戸新聞MOOK 2015年6月号

## 著書
- 『よくわかるピロリ菌と胃がんのはなし 5つのキーワードでわかる「ピロリ菌」除菌Q&A』（松柏社）